# موشيه كحلون
موشيه كحلون (بالعبرية: משה כחלון) سياسي إسرائيلي ذو أصول ليبية، يرأس حزب كولانو.

## النشأة والدراسة
ولد موشيه كحلون في 19 نوفمبر 1960 في جفعات أولجا قرب مدينة الخضيرة التابعة لمدينة حيفا الإسرائيلية، لعائلة متواضعة من اليهود الشرقيين قدمت إلى إسرائيل من طرابلس الليبية. تابع كحلون دراسته حتى حصل على شهادة بكالوريوس في العلوم السياسية من جامعة حيفا، كما درس في كلية جون كنيدي للحوْكمة في جامعة هارفرد الأميركية. وأدى الخدمة العسكرية في الجيش الإسرائيلي خلال سنوات 1978-1986.

## حياته السياسية
إفتتح كحلون مسيرته السياسية أواخر الثمانينيات عندما أصبح مساعداً لأحد المرشحين في الانتخابات البلدية بحيفا، وهو ما قاده للتعرف على سياسيين بارزين، من بينهم القيادي في حزب الليكود ووزير الداخلية حينها عوزي لنداو الذي أسند إليه رئاسة مكتبه بعد تسلمه الوزارة عام 2001.
ترعرع كحلون في حزب الليكود الذي رشحه ثالثاً على قائمته لعضوية الكنيست في الانتخابات البرلمانية 2003، ثم سادساً في انتخابات 2009.
عُرف في خطابه السياسي بأنه مؤيد شرس للاستيطان في الأراضي الفلسطينية المحتلة، وبمعارضته للانسحاب من قطاع غزة عام 2005، كما أنه يرفض تقديم أي تنازل عن القدس الشرقية المحتلة التي يريدها الفلسطينيون عاصمة لدولتهم المنشودة.
دخل كحلون الحكومة أول مرة وزيراً للاتصالات في الحكومة الثانية لبنيامين نتنياهو التي تشكلت مطلع عام 2009 واستمرت حتى عام 2013، فنفذ «عملية إصلاح جذري» في قطاع الاتصالات اللاسلكية جعلته محبوبا للإسرائيليين الذين أصبحوا يدفعون ثلث التكلفة السابقة مقابل خدمات اتصالات قوية.
بنى رصيدا سياسيا وشعبيا كبيرا من خلال أدائه النوعي في وزارة الاتصالات أهله لأن يعلن فجأة في 15 أكتوبر 2012 خروجه من الليكود واعتزاله الحياة السياسية، وعدم خوض الانتخابات التي جرت في يناير 2013، لكنه عاد مع نهاية عام 2014 إلى الميدان السياسي ولكن هذه المرة بحزب سياسي جديد أسسه وترأسه تحت اسم كلنا، وتركزت دعايته الانتخابية على المواضيع الاجتماعية أكثر من اهتمامها بالقضايا السياسية والأمنية. فرض حزب كحلون الجديد نفسه على الخريطة السياسية الإسرائيلية بقوة فاقت التوقعات، فبينما أعطته استطلاعات الرأي 8 مقاعد في الانتخابات التشريعية 2015، استطاع في نهاية الرهان أن ينتزع 10 مقاعد، من أصل 120 مقعدا، ويتبوأ المركز الخامس بين الفائزين، مكرسا وضعه باعتباره رقماً صعباً في مفاوضات تشكيل الحكومة الائتلافية الجديدة.

## روابط خارجية
- موشيه كحلون على موقع IMDb (الإنجليزية)